# Đani Maršan
Đani Maršan, född 23 juni 1944 i Zadar, är en kroatisk popsångare, låtskrivare och diplomat.
Maršan är halvbror till popsångarna Tomislav Ivčić och Vedran Ivčić. Han tog examen i utrikeshandel från Zagrebs universitet 1969. Han talar förutom kroatiska även engelska, italienska, tyska, ryska och albanska. Efter studierna tog hans musikaliska karriär fart och han släppte ett stort antal singlar och album under 1970- och 80-talen.
Maršan deltog i den jugoslaviska uttagningen till Eurovision Song Contest 1975 med bidraget Šta sanjas. Han deltog även i den kroatiska uttagningen till Eurovision Song Contest 1994 med bidraget Ja te volim och kom på 2:a plats efter Toni Cetinski.
1996-1999 var Maršan kulturell rådgivare för den kroatiska ambassaden i Heliga stolen och sedan konsul i Trieste, Italien 1999-2000. 2006-2007 var han Kroatiens konsul i Perth, Australien. Han har sedan varit kroatisk generalkonsul i Milano.

## Diskografi (i urval)
- Unter Südlicher Sonne (1973) – med Ivica Šerfezi
- Mojim Prijateljima (1974)
- Dalmatinske Noći (1980) – med Tomislav Ivčić och Đani Maršan
- Pisme Iz Konobe (1982) – med Tomislav Ivčić och Đani Maršan
- Sine, Vrati Se (1985) – med Tomislav Ivčić och Đani Maršan
- Pjesme Naše Mladosti (1988)
- Prijatelju Moj (1989)
- Bože, Čuvaj Hrvatsku (1991)
- Vagabondo